# Trisong Detsen
 (janvier 2021).
Si vous disposez d'ouvrages ou d'articles de référence ou si vous connaissez des sites web de qualité traitant du thème abordé ici, merci de compléter l'article en donnant les références utiles à sa vérifiabilité et en les liant à la section « Notes et références ».

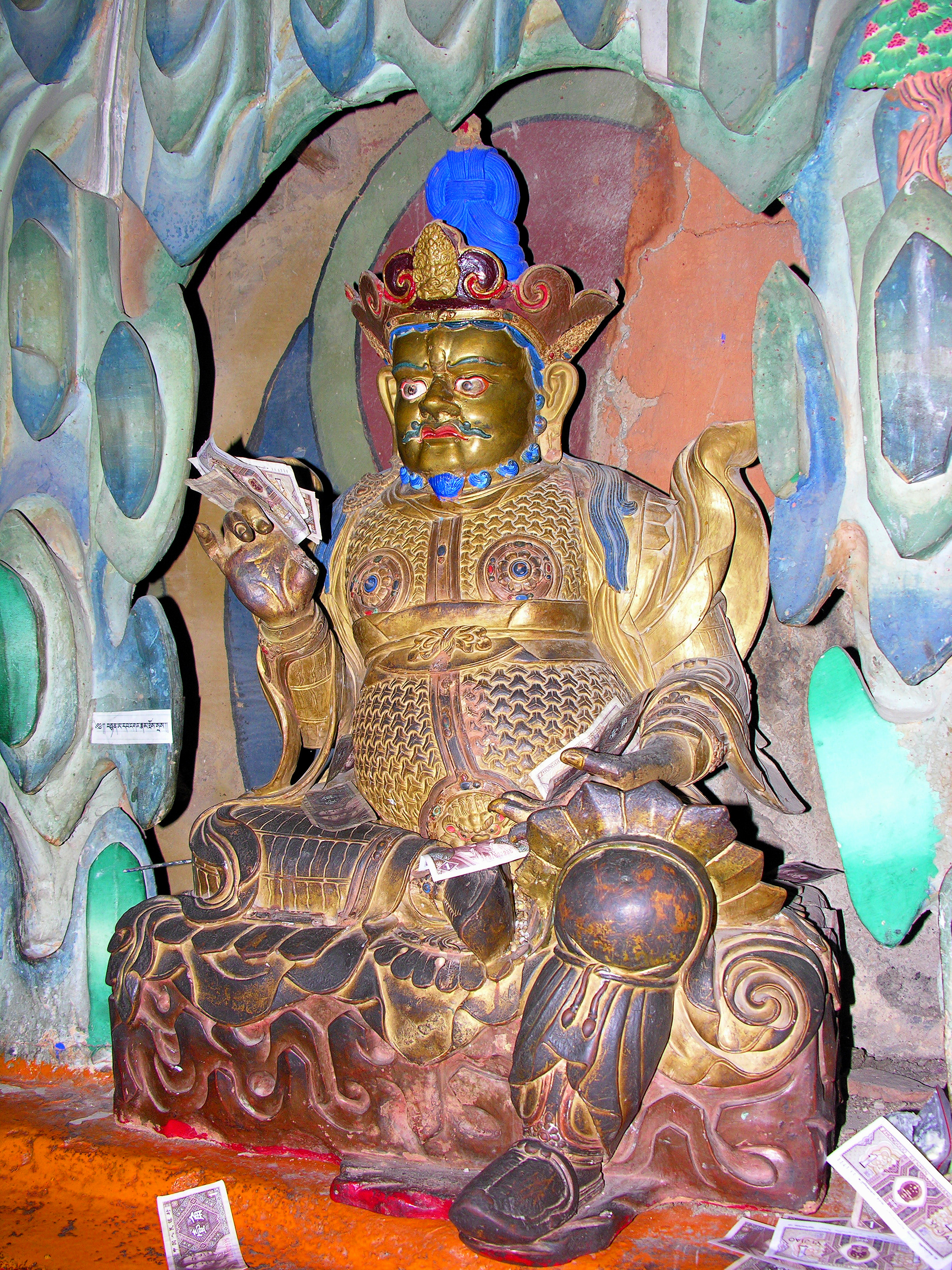
Statue de Trisong Detsen au monastère de Palcho

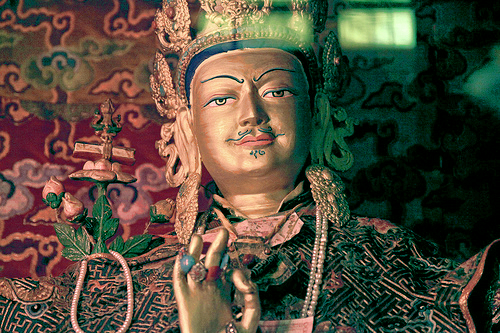
Statue de Trisong Detsen (ou de Padmasambhava) à Samyé

Trisong Detsen (tibétain : ཁྲི་སྲོང་ལྡེ་བཙན, Wylie : Khri-srong lDe-btsan, pinyin tibétain : Chisong Dêzän, THL : Trisong Detsen), né en 742 et décédé en 797, est le 5e successeur de Songtsen Gampo et le 38e souverain de la dynastie Yarlung ou Chögyal et empereur de l'Empire du Tibet (629–877). Il régna de 740 ou 755 (suivant les sources) à 797. Il est connu comme le roi qui implanta définitivement le bouddhisme au Tibet en y invitant Shantarakshita et Padmasambhava et en décrétant le bouddhisme religion d'État, il ordonna aussi la répression de l'ancienne religion tibétaine (le bön). Son règne marque l’apogée de la puissance militaire tibétaine et l'invasion tibétaine et la mise à sac de la capitale chinoise de Chang'an.

## Activités politiques et militaires

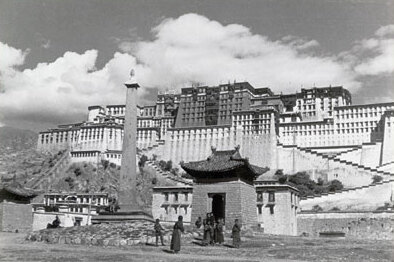
Le pilier (doring) du village de Shöl, devant le palais du Potala, en 1936.

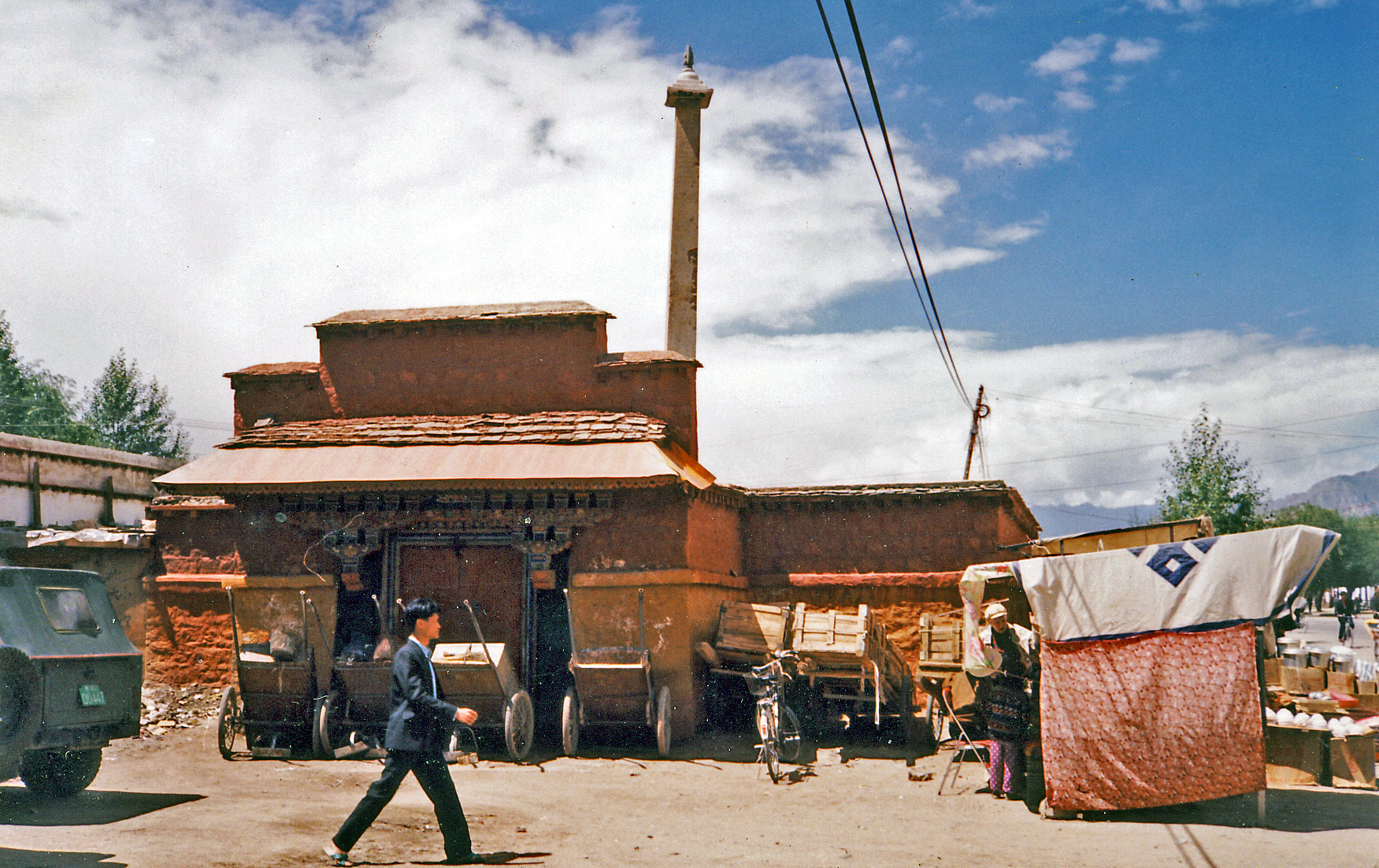
Le pilier de Shöl en 1993 (il est alors entouré de bâtiments).

En 763, Trisong Detsen répond à une pression chinoise au nord en envoyant une armée de 200 000 hommes à la frontière, battant les forces sur ce front et poursuivant sa campagne militaire pour prendre Chang'an (aujourd'hui Xi'an), la capitale chinoise, forçant l’empereur Tang Daizong à fuir la capitale. Ses cavaliers des hauts plateaux mettent à sac Chang’an en 763. Les Tibétains nomment un nouvel empereur fantoche puis sont expulsés 15 jours après. Cette victoire a été gravée sur le pilier de pierre dit Zhol Doring à Lhassa. On y lit :
« Le roi Trisong Detsen est un homme sage et profond. La qualité de ses conseillers est reconnue, et ce qu’il fait pour le royaume est parfaitement réussi. Il a conquis et tient en son pouvoir beaucoup de provinces et forteresses chinoises. L’empereur chinois, Hehu Ki Wang (Daizong) et ses ministres ont été terrifiés. Ils ont offert un tribut annuel perpétuel de 50 000 rouleaux de soie et la Chine a été obligée de s’en acquitter. »
En 783, un traité de paix est négocié entre la Chine et le Tibet, donnant à ce dernier toutes les terres de la région du Kokonor. Le roi forme également une alliance avec le roi Yi Mouxun du Nanzhao en 778, joignant leurs forces pour attaquer les Chinois au Sichuan.
Trisong Detsen cherche ensuite à s’étendre vers l’ouest, atteignant la rivière Oxus et menaçant le calife arabe, Haroun ar-Rachid. Le Calife est suffisamment inquiet pour nouer une alliance avec l’empereur de Chine. 
Durant le reste de son règne, le roi est occupé par les guerres arabes à l’ouest, et lève la pression sur ses adversaires chinois à l’est et au nord, jusqu’à la fin de son règne en 797.[Quand ?]

## Le deuxième roi du Dharma
Cependant, ces victoires ayant eu des conséquences éphémères, c’est surtout pour son action déterminée en faveur du bouddhisme que son souvenir nous est parvenu. C’est en effet sous son règne que le monastère de Samyé, premier monastère bouddhiste au Tibet, fut fondé en 779 par Padmasambhava. Entouré de Padmasambhava, de Yeshe Tsogyal, épouse royale devenue parèdre (épouse mystique) de Padmasambhava, de Shantarakshita et de Vimalamitra, ainsi que de nombreux traducteurs dont Vairocana, il fit les premières traductions des grands textes du bouddhisme indien en tibétain. Trisong Detsen déclara en 779 le bouddhisme religion d'État,  et commença une répression de l'ancienne religion tibétaine (le bön),. La Chronique tibétaine mentionne la présence du bouddhisme au Tibet et l’existence de nombreux viharas sur toute l’étendue du territoire durant le règne de Trisong Detsen.  Le Testament de Ba décrit la fondation de ce monastère et le développement du bouddhisme au Tibet par Trisong Detsen.
On fait remonter à Trisong Detsen une lignée de réincarnation incluant Chogyur Lingpa et Neten Chokling,,.
À sa mort, il y a eu une réaction forte contre le bouddhisme, comme ce fut le cas à la mort de son père. Il pourrait s'agir des troubles mentionnés dans la première inscription du temple Zha Lhakhang comme devant être surmontés avant que la succession de Sadnalegs ne puisse être assurée.